# Kirsten Flipkens
Kirsten Flipkens (Geel, Bélgica, 10 de enero de 1986) es una extenista belga, su mayor puesto en el ranking de la WTA fue el 13.
En 2013 obtuvo su mejor resultado en un Grand Slam, al llegar a las semifinales de Wimbledon, siendo derrotada en esa instancia por la francesa Marion Bartoli (a la postre, campeona del torneo), con marcador de 1-6 y 2-6.

## Torneos de Grand Slam

### Dobles mixto

#### Finalista (1)
| Año  | Torneo            | Pareja                 | Oponentes en la final    | Resultado        |
| 2022 | Abierto de EE.UU. | Édouard Roger-Vasselin | Storm Sanders John Peers | 6-4, 4-6, [7-10] |

## Títulos WTA (8; 1+7)

### Individual (1)
| Leyenda                                |
| -------------------------------------- |
| Grand Slam (0)                         |
| Juegos Olímpicos (0)                   |
| WTA Finals (0)                         |
| P. Mandatory & Premier 5, WTA 1000 (0) |
| Premier, WTA 500 (0)                   |
| International, WTA 250 (1)             |

| N.º | Fecha                    | Torneo | Superficie | Oponente en la final | Resultado |
| --- | ------------------------ | ------ | ---------- | -------------------- | --------- |
| 1.  | 16 de septiembre de 2012 | Quebec | Dura (i)   | Lucie Hradecká       | 6-1, 7-5  |

#### Finalista (3)
| N.º | Fecha               | Torneos          | Surperfie | Oponente en final | Resultado        |
| --- | ------------------- | ---------------- | --------- | ----------------- | ---------------- |
| 1.  | 22 de junio de 2013 | 's-Hertogenbosch | Hierba    | Simona Halep      | 4-6, 2-6         |
| 2.  | 6 de marzo de 2016  | Monterrey        | Dura      | Heather Watson    | 6-3, 2-6, 3-6    |
| 3.  | 17 de junio de 2018 | 's-Hertogenbosch | Hierba    | Aleksandra Krunić | 7-6(0), 5-7, 1-6 |

### Dobles (7)
| Leyenda                                |
| -------------------------------------- |
| Grand Slam (0)                         |
| Juegos Olímpicos (0)                   |
| WTA Finals (0)                         |
| P. Mandatory & Premier 5, WTA 1000 (0) |
| Premier, WTA 500 (0)                   |
| International, WTA 250 (7)             |

| No. | Fecha                    | Torneo           | Superficie    | Pareja             | Oponentes en la final             | Resultado        |
| 1.  | 25 de septiembre de 2016 | Seúl             | Dura          | Johanna Larsson    | Akiko Omae Peangtarn Plipuech     | 6-2, 6-3         |
| 2.  | 17 de junio de 2017      | 's-Hertogenbosch | Hierba        | Dominika Cibulková | Kiki Bertens Demi Schuurs         | 4-6, 6-4, [10-6] |
| 3.  | 15 de abril de 2018      | Lugano           | Tierra batida | Elise Mertens      | Aryna Sabalenka Vera Lapko        | 6-1, 6-3         |
| 4.  | 14 de octubre de 2018    | Linz             | Dura (i)      | Johanna Larsson    | Raquel Atawo Anna-Lena Grönefeld  | 4-6, 6-4, [10-5] |
| 5.  | 23 de junio de 2019      | Mallorca         | Hierba        | Johanna Larsson    | María José Martínez Sara Sorribes | 6-2, 6-4         |
| 6.  | 16 de octubre de 2022    | Cluj-Napoca      | Dura (i)      | Laura Siegemund    | Kamilla Rakhimova Yana Sizikova   | 6-3, 7-5         |
| 7.  | 14 de enero de 2023      | Hobart           | Dura          | Laura Siegemund    | Viktorija Golubic Panna Udvardy   | 6-4, 7-5         |

#### Finalista (8)
| No. | Fecha                 | Torneo           | Superficie    | Pareja                | Oponentes en la final               | Resultado           |
| 1.  | 27 de mayo de 2017    | Núremberg        | Tierra batida | Johanna Larsson       | Nicole Melichar Anna Smith          | 6-3, 3-6, [9-11]    |
| 2.  | 21 de octubre de 2017 | Luxemburgo       | Dura (i)      | Eugénie Bouchard      | Lesley Kerkhove Lidziya Marozava    | 7-6(4), 4-6, [6-10] |
| 3.  | 25 de febrero de 2018 | Budapest         | Dura (i)      | Johanna Larsson       | Georgina García Pérez Fanny Stollár | 6-4, 4-6, [3-10]    |
| 4.  | 26 de mayo de 2018    | Núremberg        | Tierra batida | Johanna Larsson       | Demi Schuurs Katarina Srebotnik     | 6-3, 3-6, [7-10]    |
| 5.  | 16 de junio de 2018   | 's-Hertogenbosch | Hierba        | Kiki Bertens          | Elise Mertens Demi Schuurs          | 3-3, ret.           |
| 6.  | 12 de enero de 2019   | Hobart           | Dura          | Johanna Larsson       | Hao-Ching Chan Yung-Jan Chan        | 3-6, 6-3, [6-10]    |
| 7.  | 29 de junio de 2019   | Eastbourne       | Hierba        | Bethanie Mattek-Sands | Hao-Ching Chan Yung-Jan Chan        | 6-2, 3-6, [6-10]    |
| 8.  | 20 de octubre de 2019 | Moscú            | Dura (i)      | Bethanie Mattek-Sands | Shuko Aoyama Ena Shibahara          | 2-6, 1-6            |